# Энтль-Гунъёган
Энтль-Гунъёган (устар. Энтль-Гун-Ёган) — река в России, протекает по территории Нижневартовского района Ханты-Мансийского автономного округа. Устье реки находится в 198 км по левому берегу Агана. Длина реки — 85 км, площадь водосборного бассейна — 774 км². Высота устья — 47,5 м над уровнем моря.

## Притоки
- 16 км: Ай-Гуонтъёган (лв)
- 28 км: Ийгунъёган (лв)
- 41 км: Катгунъёган (лв)

## Данные водного реестра
По данным государственного водного реестра России относится к Верхнеобскому бассейновому округу, водохозяйственный участок реки — Обь от впадения реки Вах до города Нефтеюганск, речной подбассейн реки — Обь ниже Ваха до впадения Иртыша. Речной бассейн реки — (Верхняя) Обь до впадения Иртыша.